# Глазунов, Илья Сергеевич
Илья́ Серге́евич Глазуно́в (10 июня 1930, Ленинград, РСФСР, СССР — 9 июля 2017, Москва, Россия) — советский и российский художник-живописец почвеннического направления, сценограф

, педагог. Заслуженный деятель искусств РСФСР (1973), Народный художник РСФСР (1979), Народный художник СССР (1980), полный кавалер ордена «За заслуги перед Отечеством». Основатель и ректор Российской академии живописи, ваяния и зодчества.

## Биография
Родился 10 июня 1930 года в Ленинграде. Отец — Сергей Фёдорович Глазунов, историк; дядя по отцу — патологоанатом и коллекционер живописи М. Ф. Глазунов. Мать — Ольга Константиновна Глазунова (Флуг); дядя по матери — востоковед К. К. Флуг, потомки петербургского немецкого фабриканта Г. И. Флуга.
Пережил блокаду Ленинграда, а отец, мать, бабушка и другие родственники погибли. В 12-летнем возрасте вывезен из осаждённого города через Ладогу по «Дороге жизни».
Жил в деревне Гребло под Новгородом. После снятия блокады в 1944 году вернулся в Ленинград. Учился в Ленинградской средней художественной школе, в Ленинградском институте живописи, скульптуры и архитектуры имени И. Е. Репина (ЛИЖСА) в мастерской Б. В. Иогансона (1951—1957). По распределению был направлен в Ижевск учителем рисования и тригонометрии, оттуда перевёлся в Иваново, затем — в Москву.
В начале февраля 1957 года в Центральном Доме работников искусств в Москве состоялась первая выставка работ художника, имевшая большой успех.
Его долгие годы опекал поэт Сергей Михалков, как вспоминал о нём сам Глазунов: «которому я обязан буквально всем». Позднее Глазунова поддерживал Михаил Суслов.
В 1977 году выставка, содержащая картину «Мистерия XX века» (работа 1978 года), была закрыта, так как «противоречила советской идеологии».
С 1978 года руководил мастерской портрета в Московском художественном институте им. В. И. Сурикова.
В 1981 году организовал в Москве Всесоюзный музей декоративно-прикладного и народного искусства и стал его директором.
С 1987 года — бессменный ректор созданной по его инициативе Российской академии живописи, ваяния и зодчества.
По воспоминаниям Станислава Куняева, Илья Глазунов перестал сотрудничать с «Нашим современником» и диаметрально изменил мнение о Вадиме Кожинове после публикации в журнале следующего заявления последнего: «Картины Ильи по-своему хороши, и вот если бы их размножить и вывесить, как плакаты на железнодорожных станциях, эффект был бы великолепен!» и неосторожного замечания, что некоторые «работы художника последних лет — это китч…», до этого момента Глазунов тепло отзывался о Кожинове и приглашал читать лекции в Суриковский институт.
31 августа 2004 года была торжественно открыта Московская государственная картинная галерея Ильи Глазунова.
10 июня 2009 года Председатель Правительства Российской Федерации Владимир Путин посетил галерею Ильи Глазунова и поздравил его с 79-летием. Рассматривая картину «Князь Олег и Игорь» (1972), Владимир Путин высказал пожелание, чтобы меч князя Олега был несколько увеличен, «а то выглядит, как перочинный ножик. <…> Им как будто колбасу режут». Художник обязался картину исправить и похвалил главу правительства за «хороший глазомер».
9 февраля 2012 года Глазунов был официально зарегистрирован как доверенное лицо кандидата в Президенты РФ Владимира Путина.
Скончался 9 июля 2017 года в Москве на 88-м году жизни. Похоронен на Новодевичьем кладбище. 2 октября 2020 года на его могиле был открыт памятник.

### Личная жизнь
Первая жена (с 1956 по 1986) — Нина Виноградова-Бенуа (1936—1986), по официальной версии покончила жизнь самоубийством. Глазунов считал, что её смерть — убийство.
Сын Иван Глазунов (род. 1969), художник, автор полотна «Распни его!», картин из жизни русских святых, пейзажей русского севера. Народный художник Российской Федерации (2020).
Четверо детей, в том числе дочь Ольга, художник.
Дочь Вера Глазунова (род. 1973), художник, автор картины «Великая княгиня Елисавета Феодоровна перед казнью в Алапаевске».
Будучи женат первым браком, имел роман со студенткой ВГИКа Ларисой Кадочниковой. Кадочникова вспоминала:

Глазунов поклонялся Достоевскому и хотел, чтобы его окружали и страсти по Достоевскому. На пределе человеческих возможностей. Только тогда он мог работать, это вдохновляло его. Он бесконечно требовал от меня признаний в любви. К нему, гению. Мне в любви он не признавался, но я видела, как горят его глаза. Понимала, что ему необходима. Да, он любил меня. И терзал…

Вторая жена — Инесса Дмитриевна Орлова (род. 1970), директор картинной галереи Ильи Глазунова.

## Творчество
Ранние живописные работы середины 1950-х — начала 1960-х годов выполнены в академической манере, отличаются психологизмом и эмоциональностью. Иногда заметно влияние французских и русских импрессионистов и западно-европейского экспрессионизма («Ленинградская весна», «Ада», «Нина», «Последний автобус», «1937 год», «Двое», «Одиночество», «Метро», «Пианистка Дранишникова», «Джордано Бруно»).
- Дипломная работа в ЛИЖСА «На колхозной ферме» (1957)[24]
- Работа «Дороги войны», изображающая отступающую Красную армию в 1941 году (1957). Не сохранилась до наших дней; художником позднее исполнена авторская копия.
- Цикл графических работ, посвящённых жизни современного города. Цикл начат в студенческие годы. На листах того времени, исполненных чёрным соусом, художник изображает личные переживания своего лирического героя на фоне улиц и интерьеров Ленинграда («Двое», «Размолвка», «Любовь»). В более поздних графических листах художник изображает наступление урбанизации на старую архитектуру и человека.
- Живописное полотно «Мистерия XX века» (1978 и 1999). В картине представлены наиболее выдающиеся события и герои прошедшего столетия с его борьбой идей, войнами и катастрофами.
- Живописное полотно «Вечная Россия», представляющее историю и культуру России за тысячу лет (1988).
- Исполненные в графически стилизованной манере произведения, посвящённых русской старине: циклы «Русь» (1956), «Поле Куликово» (1980) и др.
- Серия работ на темы основных произведений Фёдора Достоевского (триптих «Легенда о Великом Инквизиторе»).
- Создал живописные панно «Вклад народов Советского Союза в мировую культуру и цивилизацию» (здание ЮНЕСКО, Париж, 1980).
- Картина «Внуки Гостомысла: Рюрик, Трувор и Синеус»[25][26].
- Создал серию портретов советских и иностранных политических и общественных деятелей, писателей, людей искусства (Сальвадор Альенде, Индира Ганди, Урхо Кекконен, Федерико Феллини, Давид Альфаро Сикейрос, Джина Лоллобриджида, Марио дель Монако, Доменико Модуньо, Мирей Матьё, Иннокентий Смоктуновский, космонавт Виталий Севастьянов, Леонид Брежнев, Николай Щёлоков).
- Серия работ «Вьетнам», «Чили» и «Никарагуа».
- Театральный художник (создал оформление к постановкам опер «Сказание о невидимом граде Китеже и деве Февронии» Николая Римского-Корсакова в Большом театре, «Князь Игорь» Александра Бородина и «Пиковая дама» Петра Чайковского в Берлинской опере, к балету «Маскарад» Арама Хачатуряна в Одесском оперном театре и др.)
- Интерьер советского посольства в Мадриде.
- Участвовал в реставрации и реконструкции зданий Московского Кремля, в том числе Большого Кремлёвского дворца.
- На последних выставках в московском Манеже (2010) и Санкт-Петербургском Манеже (2011) выставил новые полотна «Раскулачивание», «Изгнание торговцев из Храма», «Последний воин», а также ряд новых пейзажных этюдов с натуры маслом, выполненных в свободной технике; также зрители увидели лирический автопортрет художника «И снова весна».

## Общественная деятельность
В 1970-е годы выступил против Генерального плана реконструкции Москвы, угрожавшего практически полным разрушением исторической части города. Вместе с единомышленниками создал альбом, посвящённый «старой» Москве и отражающий утраты, понесённые в результате градостроительной деятельности коммунистического руководства. Ему и композитору Вячеславу Овчинникову удалось собрать подписи деятелей науки и культуры под письмом в Политбюро ЦК КПСС. Генплан был выставлен на обозрение в Манеже и раскритикован общественностью. После чего план был отозван, а при ГлавАПУ Москвы был создан общественный совет, без решения которого разрушения исторической застройки не могли быть допущены.
- Участвовал в создании Всероссийского общества охраны памятников истории и культуры, давшего законную возможность вести борьбу за сохранение русских архитектурных памятников.
- По инициативе художника в Москве в 1987 году была создана Российская академия живописи, ваяния и зодчества, в которой ведётся обучение по специальностям «живопись», «скульптура», «реставрация и технология живописи», «архитектура», «история и теория изобразительного искусства». Со дня основания являлся её ректором.
- В 1991 году был одним из инициаторов создания Петровской академии наук и искусств[27]

26 июля 2010 года был утверждён почётным членом Патриаршего совета по культуре.

## Взгляды
Глазунов был сторонником монархии, сословных привилегий и ограничений, противником демократии и равенства прав. В 1960-е годы он высказывал пожелание «Я мечтаю о том времени, когда всех коммунистов повесим на фонарях».
В 1980 году люди из окружения Глазунова вошли в ультраправую монархическую организацию Общество «Память».
В конце 1960-х годов Глазунов участвовал в разработке «славянско-арийской» идеи. Глазунов разделял «арийскую» идею ещё с советского времени, когда он подружился с бывшим власовцем, основателем мюнхенского журнала «Вече» О. А. Красовским. Глазунов одним из первых в СССР пытался реабилитировать свастику и связал со славянским язычеством на своей картине «Вечная Россия» (1988), где, в числе других фигур, изображён языческий идол с этим символом.
В целом Глазунов придерживался традиционных православных позиций. В то же время он разделял многие идеи славянского неоязычества. В своей книге «Россия распятая» (1996, 2006) он рассматривал историю с расовой точки зрения и писал о древней «славянско-арийской праистории», которую, по его мнению, в числе прочего, подтверждает «Велесова книга». Подчёркивая важность православного христианства, он призывает не забывать о «древних русах — внуках Даждьбога», поскольку, по его мнению, именно они создали Святую Русь. Глазунов пишет о «белой арийской расе» и её наиболее славных представителях, славянах, призывая вернуть им почётное звание создателей Ригведы и Авесты, о «русине» Одоакре и «славянине» Рюрике, отождествляет со славянским творчеством всё, что связано с венедами, называет тавро-скифов «русами», а скифа Анахарсиса — славянином, утверждает, что у древних славян было единобожие в виде «славянской Троицы», Явь, Правь и Навь (понятия из «Велесовой книги»). В архитектуре Русского Севера Глазунов обнаруживает «арийские формы мышления». Глазунов осуждал советских и российских историков за отрицание ценности «Велесовой книги» и пренебрежение древним славянским «арийским» прошлым, в своём понимании которого он опирался на авторов устаревшей славянской школы XIX века. По его утверждениям, археологи скрывают истину о прошлом и варварски расправляются со славянскими артефактами. Глазунов финансировал публикацию издательством «Витязь», руководимым сторонником антисемитизма Виктором Корчагиным, сборника «Древность: арьи, славяне» (1994), содержащего статьи Н. Р. Гусевой, С. В. Жарниковой и ряда других авторов, излагавших «арийскую» идею для широкой аудитории.
«Арийскими» идеями Глазунова и неоязыческого автора Валерия Скурлатова под конец жизни интересовался советский фантаст Иван Ефремов, разделявший идею, что «славяне были самой мощной и плодоносящей ветвью арийской расы».
Глазунов осуждал распад СССР и высказывал беспокойство за судьбы русских, оставшихся в новых независимых республиках и находящихся под угрозой ассимиляции. Для противостояния этому он предостерегал против губительного, по его мнению, «расового смешения». Глазунов писал о «жидомасонском заговоре».

## Звания и награды
- Заслуженный деятель искусств РСФСР (1973) — за заслуги в области советского изобразительного искусства[43]
- Народный художник РСФСР (1979) — за заслуги в области советского изобразительного искусства[44]
- Народный художник СССР (1980) — за большие заслуги в развитии советского изобразительного искусства[45]
- Орден «За заслуги перед Отечеством» I степени (2010) — за выдающийся вклад в развитие отечественного изобразительного искусства, многолетнюю творческую и педагогическую деятельность[46]
- Орден «За заслуги перед Отечеством» II степени (2005) — за выдающиеся заслуги в области отечественного изобразительного искусства и образования[47]
- Орден «За заслуги перед Отечеством» III степени (2000) — за выдающийся вклад в развитие отечественного изобразительного искусства[48]
- Орден «За заслуги перед Отечеством» IV степени (1995) — за заслуги перед государством, успехи, достигнутые в труде, большой вклад в укрепление дружбы и сотрудничества между народами[49]
- Орден Трудового Красного Знамени (1985) — за заслуги в развитии советского изобразительного искусства[50]
- Медаль «Ветеран труда»
- Медаль «В память 850-летия Москвы»
- Знак отличия «За заслуги перед Москвой» (2010) — за большие заслуги в области изобразительного искусства и художественного образования[51]
- Почётная грамота Правительства Москвы (2005) — за большой вклад в развитие отечественного изобразительного искусства, активную общественную деятельность и в связи с 75-летием со дня рождения[52]
- Знак «Жителю блокадного Ленинграда»[53]
- Премия Фонда Андрея Первозванного «За веру и верность» (2007)[54]
- Знак ордена святого Александра Невского «За труды и Отечество» (2005)[55]
- Национальная премия «Имперская культура» имени Эдуарда Володина (2009, в номинации «Публицистика» — за книгу «Россия распятая»)[56]
- Всероссийская историко-литературная премия «Александр Невский» (2010) — за книгу «Россия распятая» издательства «Голос-Пресс»[57]
- Орден преподобного Андрея Рублёва I степени РПЦ (2010) — во внимание к выдающемуся вкладу в развитие русского изобразительного искусства и в связи с 80-летием со дня рождения[58]
- Орден Преподобного Сергия Радонежского РПЦ (1999) — в связи с 40-летием творческой деятельности и в ознаменование 10-летия создания возглавляемой им Российской академии живописи, ваяния и зодчества[59]
- Орден Крыла Святого Михаила (Португалия)[60]
- Орден Вишну (Лаос)
- Премия имени Д. Неру
- «Самый выдающийся художник XX века» по опросу ВЦИОМ (1999)
- Золотая медаль ЮНЕСКО «за выдающийся вклад в мировую культуру»
- Почётный член объединения «Русское знамя» (1989)[61]
- Почётный член Королевских Академий художеств Мадрида и Барселоны (1979)
- Действительный член Академии менеджмента в образовании и культуре (1997)
- Действительный член Российской академии художеств (2000).

## Сочинения
- Илья Глазунов: «…Меня хотят убить» // День. — 1991. — № 5.
- Дорога к тебе: из записок художника // Молодая гвардия. 1965. № 10-12. 1966. № 2-3;
- Россия распятая // Наш современник. —  М.: Роман-газета, 1996. № 1—5, 7—9, 11. — 496 с. — ISBN 5-88155-540-6
- Россия распятая.  — Издание 2-е, доп. —  М.: Агентство КРПА Олимп, 2006. — 792 с. — ISBN 5-7164-0538-X
- Россия распятая.  — Издание 2-е, доп. — Т. 1—2. — М.: Фонд Ильи Глазунова, 2006.
- Россия распятая. В 2 т., в 4 кн. — М.: Голос-Пресс, 2008. — ISBN 978-5-7117-0052-4.
- Россия распятая. — 3-е изд. дополн. М.: АСТ, 2017. — 1104 с. илл. фото. репродукц. — 2000 экз. — (Большая биография) — ISBN 978-5-7117-0052-4.